# 1983 في فرنسا
فيما يلي قوائم الأحداث التي وقعت خلال عام 1983 في فرنسا.

## سياسة

### تعيين في المنصب
- 1 يناير – فرنسوا فيون رئيس بلدية [الإنجليزية]‏.
- 13 مارس – جاك توبون رئيس بلدية [الإنجليزية]‏.
- 16 مارس – إديت كريسون رئيس بلدية [الإنجليزية]‏.
- 14 أبريل – نيكولا ساركوزي رئيس بلدية [الإنجليزية]‏.

## رياضة
- 1 يناير – دورة فرنسا المفتوحة 1983
- 1 يناير – سباق باريس روبيه 1983 الفائزون هني كويبر، جيلبرت دوكلو لاسال، فرانشيسكو موزر.
- 3 أبريل – جائزة فرنسا الكبرى للدراجات النارية 1983
- 17 أبريل – جائزة فرنسا الكبرى 1983 الفائز ألن بروست.

## أفلام
من الأفلام التي صدرت هذه السنة في فرنسا:
- 1 يناير – الجريمة من إخراج فيليب لابرو.
- 17 ديسمبر – فاني وأليكسندر من إخراج إنغمار برغمان.

## برامج ومسلسلات وأنمي
- المحقق غادجيت

## مواليد

### يناير
- 12 يناير – بريان بيرغونيو لاعب كرة قدم فرنسي.
- 13 يناير – روني ترويف لاعب كرة سلة فرنسي.
- 22 يناير – إتيان باكرو لاعب شطرنج فرنسي.
- 24 يناير – غيل سكريلا لاعبة كرة سلة فرنسية.

### فبراير
- 1 فبراير – ماريلو بيري ممثلة فرنسية.
- 7 فبراير – جوناثان بريسون لاعب كرة قدم فرنسي.
- 7 فبراير – يانيك ديشامب متسابق دراجات نارية فرنسي.
- 11 فبراير – حسين الراقد لاعب كرة قدم تونسي.
- 14 فبراير – باكاري سانيا لاعب كرة قدم فرنسي.
- 17 فبراير – جيرالد سيد لاعب كرة قدم فرنسي.
- 21 فبراير – ميلاني لوران
- 22 فبراير – ماتيو مورو لاعب كرة قدم فرنسي.

### مارس
- 3 مارس – سيريل ليموان
- 12 مارس – ماكان تونكارا لاعبة كرة يد فرنسية.
- 14 مارس – فيتا مغنية فرنسية.
- 18 مارس – ستيفاني كوهين ألورو لاعبة كرة مضرب فرنسية.
- 28 مارس – جيمي ماينفروي لاعب كرة قدم فرنسي.
- 30 مارس – جيرمي أليادير لاعب كرة قدم فرنسي.

### أبريل
- 3 أبريل – لودوفيك بوتيل لاعب كرة قدم فرنسي.
- 4 أبريل – منير عبادي
- 5 أبريل – يوهان سانغاري لاعب كرة سلة فرنسي.
- 7 أبريل – فرانك ريبيري لاعب كرة قدم فرنسي.
- 8 أبريل – جيريمي غالان درّاج طريق فرنسي.
- 18 أبريل – فرانسوا كلير لاعب كرة قدم فرنسي.
- 24 أبريل – عبد الرحمن قابوس لاعب كرة قدم مغربي.
- 26 أبريل – ماركو راموس لاعب كرة قدم برتغالي.

### مايو
- 12 مايو – فيرجيني رازانو لاعبة كرة مضرب فرنسية.
- 13 مايو – إدوارد دوبلان لاعب كرة قدم فرنسي.
- 13 مايو – غريغوري لومارشال مغني فرنسي.
- 14 مايو – ماثيو فالفيرد لاعب كرة قدم فرنسي.
- 20 مايو – المهدي الطويل لاعب كرة قدم فرنسي.
- 22 مايو – ميكائيل جلابل لاعب كرة سلة فرنسي.
- 23 مايو – فرانك بيريا لاعب كرة قدم فرنسي.
- 26 مايو – نبيل تايدر لاعب كرة قدم فرنسي.
- 27 مايو – لاسينزو
- 29 مايو – اليسون باراديس ممثلة فرنسية.
- 30 مايو – فرانتس بيرتن لاعب كرة قدم هايتي.

### يونيو
- 1 يونيو – عبد الرحيم بنكجان لاعب كرة قدم مغربي.
- 2 يونيو – ماكسيم باكا لاعب كرة قدم فرنسي.
- 4 يونيو – ليندا براديل لاعبة كرة يد فرنسية.
- 7 يونيو – لوران ماريون
- 10 يونيو – جيمي جوان لاعب كرة قدم فرنسي.
- 16 يونيو – جيريمي بلاياك لاعب كرة قدم فرنسي.
- 22 يونيو – جيريمي روي
- 27 يونيو – بين بوكيليت
- 28 يونيو – رينالد ليميتر لاعب كرة قدم فرنسي.

### يوليو
- 21 يوليو – إسماعيل بوزيد لاعب كرة قدم جزائري.
- 24 يوليو – إتيان ديدوت لاعب كرة قدم فرنسي.
- 31 يوليو – فرانسوا مارك لاعب كرة قدم فرنسي.

### أغسطس
- 1 أغسطس – أبو بكر الحكيم
- 1 أغسطس – جوليان فوبير لاعب كرة قدم فرنسي.
- 10 أغسطس – أوغستين جينس لاعب كرة مضرب فرنسي.
- 15 أغسطس – ألان كانتاريل لاعب كرة قدم فرنسي.
- 15 أغسطس – جان مارك مارينو درّاج طريق فرنسي.
- 16 أغسطس – يوهان تروتشيت لاعب كرة قدم فرنسي.
- 30 أغسطس – مهدي مصطفى لاعب كرة قدم جزائري.

### سبتمبر
- 6 سبتمبر – ديمتري تشامب درّاج طريق فرنسي.
- 10 سبتمبر – جيريمي تولالان لاعب كرة قدم فرنسي.
- 12 سبتمبر – داميان بيرينيل لاعب كرة قدم فرنسي.
- 14 سبتمبر – أوليفر أورياك لاعب كرة قدم فرنسي.
- 20 سبتمبر – كلارا سانشيز درّاجة طريق فرنسية.
- 20 سبتمبر – لاندري بونيفوي لاعب كرة قدم فرنسي.
- 28 سبتمبر – فنسنت سيمون لاعب كرة قدم فرنسي.

### أكتوبر
- 1 أكتوبر – لوليتا شاماه ممثلة فرنسية.
- 12 أكتوبر – أنتوان بيورون لاعب كرة قدم فرنسي.
- 16 أكتوبر – ريمي أوتليك
- 29 أكتوبر – جيريمي ماثيو لاعب كرة قدم فرنسي.
- 31 أكتوبر – كريستوف جاليه لاعب كرة قدم فرنسي.

### نوفمبر
- 16 نوفمبر – برتراند روبرت لاعب كرة قدم فرنسي.
- 28 نوفمبر – إدوارد روجيه فازلين لاعب كرة مضرب فرنسي.

### ديسمبر
- 3 ديسمبر – أكسل وليامز لاعب كرة قدم فرنسي.
- 5 ديسمبر – فؤاد قادير لاعب كرة قدم جزائري.
- 6 ديسمبر – فارس مشيري لاعب كرة قدم جزائري.
- 8 ديسمبر – فاليري ميزاغ لاعب كرة قدم فرنسي.
- 12 ديسمبر – يوهان أوديل لاعب كرة قدم فرنسي.
- 17 ديسمبر – سيباستيان أوجييه سائق رالي فرنسي.

## وفيات

### يناير
- 13 يناير – رينيه بونيت (مواليد 1904)
- 27 يناير – جورج بيدو (مواليد 1899) سياسي فرنسي.
- 27 يناير – لويس دي فنيس (مواليد 1914)
- 28 يناير – كلود بابي (مواليد 1949) لاعب كرة قدم فرنسي.

### فبراير
- 12 فبراير – إيزابيلا أميرة أورليان (مواليد 1900)
- 24 فبراير – جاك بونوا ميشان (مواليد 1901)

### مارس
- 6 نوفمبر – مارسال بيروتون (مواليد 1887) رجل سياسة فرنسي.
- 13 مارس – ليسون بوبيت (مواليد 1925) درّاج طريق فرنسي.
- 21 أبريل – مارسيل لو كلارك (مواليد 1921) ناشر فرنسي.
- 21 مارس – جيرمين بومون (مواليد 1890)

### أبريل
- 21 أبريل – مارسيل لو كلارك (مواليد 1921) ناشر فرنسي.
- 23 أبريل – مارغريت بروكويديس (مواليد 1893) لاعبة كرة مضرب فرنسية.

### مايو
- 26 مايو – لويز فايس (مواليد 1893)

### يونيو
- 5 يونيو – جان فروستييه (مواليد 1914) كاتب فرنسي.
- 17 يونيو – ماكس أوليفييه-لاكامب (مواليد 1914) صحفي فرنسي.

### يوليو
- 20 يوليو – غيلبيرت بونفين (مواليد 1931) لاعب كرة قدم فرنسي.

### سبتمبر
- 8 سبتمبر – أنطونين ماغني (مواليد 1904) درّاج طريق فرنسي.
- 17 سبتمبر – جيوفاني روسي (مواليد 1926) درّاج طريق سويسري.

### أكتوبر
- 17 أكتوبر – ريمون آرون (مواليد 1905)

### نوفمبر
- 6 نوفمبر – مارسال بيروتون (مواليد 1887) رجل سياسة فرنسي.
- 12 نوفمبر – هنري لاؤوست (مواليد 1905) بروفيسور فرنسي.
- 18 نوفمبر – إيميل فينانت (مواليد 1907) لاعب كرة قدم فرنسي.